# Očerki po istorii ruskoj arabistiki
 Očerki po istorii ruskoj arabistiki (Очерки по истории русской арабистики - « Études sur l’histoire de l’arabistique russe ») est une étude historique de l'historien arabisant Ignati Kratchkovski qui dresse une synthèse de l'histoire de l'orientalisme en Russie, en particulier du point de vue de la linguistique et de la civilisation arabe, de ses origines à 1950.

## Résumé de l'œuvre

### Prélude à l'histoire de l'arabistique

#### Époque kiévienne et moscovite

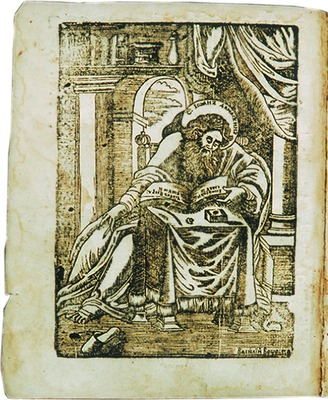
Jean Damascène, gravure de V. Vaščanka, 1702

La connaissance de l'orient, notamment du monde et de la langue arabe, sont selon Kratchkovski, extrêmement parcellaires jusqu'au XVIIIe siècle. 
Les récits de voyages sont la source la plus populaire, mais restent extrêmement parcimonieux en informations sur la civilisation arabo-musulmane, se concentrant généralement sur la description des Lieux Saints, et cette tendance se renforce au XVIIe siècle : « Les descriptions de voyages (xoždenija) entrepris au XVIIe siècle sont dans leur contenus encore plus maigres que les précédentes ». La plupart du temps, ce sont des pèlerins, ou bien des marchands (Vassili Gagara, Fedot Afanassiev Kotov, Vassili Posniakov, Athanase Nikitine), ou encore des prisonniers (Fiodor Dorokhine).
L'autre source est la source ecclésiastique qui reprend les poncifs d'écrits byzantins parfois très anciens. Le recours à des sources plus sûres, arabes, comme saint Jean Damascène, ou grecque, comme Ricoldo da Monte Croce s'opère cependant.
Avec le XVIIe siècle, la traduction de textes latins sur l'orient s'intensifie, par l'intermédiaire de Kiev et de la Pologne : citons Anzelm Polak, Szymon Starowolski, Mikołaj Chrystof Radziwiłł, Vincent de Beauvais. Quelques œuvres orientales sont connues souvent par ce même biais des traductions (cf le Pañchatantra).
Les Russes connaissent la scolastique musulmane grâce à la pratique des médersa de leurs voisins et compatriotes allogènes ; mais la littérature en arabe et les manuscrits, n’intéressent pas le XVIIe et peu le XVIIIe siècle. Les collections de manuscrits arabes ou persans commencent véritablement au XIXe siècle.

#### XVIIIesiècle

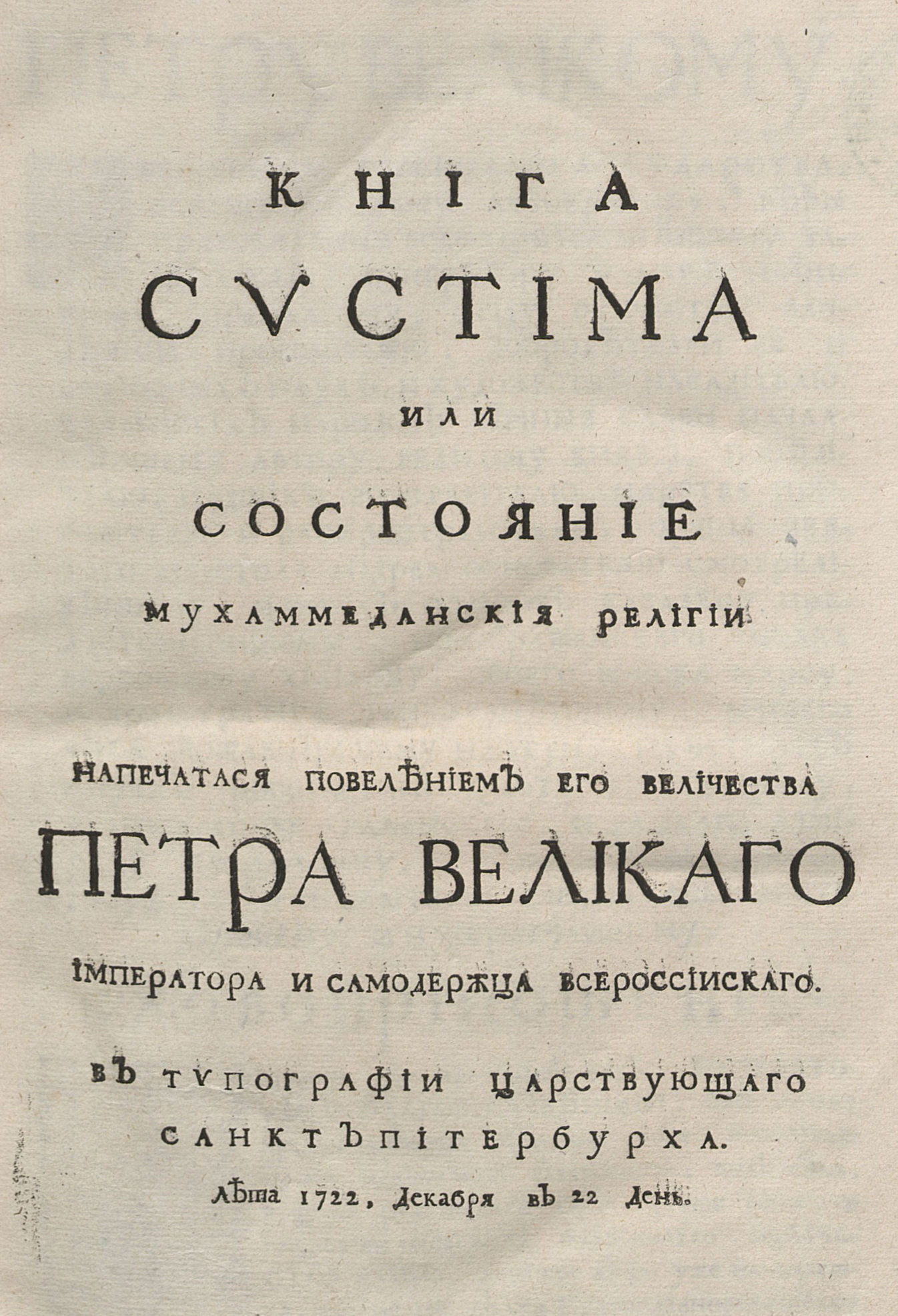
Dmitrie Cantemir, Книга Систима, или Состояние мухаммеданския религии, 1722. Page du titre.

Deux périodes d'activisme[Quoi ?] dans l'orientalisme se détachent au XVIIIe siècle russe: le règne de Pierre le Grand, dans le premier quart du siècle, et le dernier quart du même siècle.
Pierre le Grand a lancé des initiatives tous azimuts: premières expéditions scientifiques d’épigraphie avec la visite des ruines de Bolghār sur la Volga durant l'expédition de 1722 contre la Perse; envoi de « jeunes de langues » en Perse et à Constantinople; expéditions d'exploration telles que celle de Messerschmidt, traduction du Coran par Pierre Postnikov, commande du Système de la religion mouhammédane du prince Cantemir... Le tsar a voulu développer l’orientalisme scientifique de manière très nette, tout en conservant la lecture byzantine de l’islam léguée par les ecclésiastiques orthodoxes. Le projet d'une université enseignant les langues orientales naît, avec l'Académie des sciences de Russie en particulier, et Georg Jacob Kehr est témoin de cette effervescence. I y enseigne et tente de former six élèves de l’Académie slavo-gréco-latine en 1732.
Ces efforts retombent cependant rapidement dans l'oubli. Et c'est seulement à la fin du XVIIIe siècle, avec le règne de Catherine II et l'intérêt croissant pour les connaissances orientalistes, dans une perspective de Weltliteratur humaniste que sont produites des traductions fondamentales, notamment depuis les autres langues européennes: deux traductions du Coran de bonne qualité (Veriovkhine,  en 1790 à partir de la traduction française de Du Ryer; Kolmakov, en 1792, à partir d'une traduction anglaise.) et les Mille et une nuits traduite par Filatov, grand succès des années 1780-1790. Mikhaïl Verevkhine traduit le Tableau général de l’Empire ottoman d'Ignace Mouradja d'Ohsson ou encore vingt-deux tomes de l’Histoire des voyages de l'abbé Prévost.
La connaissance de l'arabe, du monde arabe et de l'orient se développe grâce aux dictionnaires, aux étymologies, à la linguistique, mais la question des sources primaires reste cependant absente de la Russie du XVIIIe.

### Arabistique en Russie
- Les débuts de l'arabistique russe

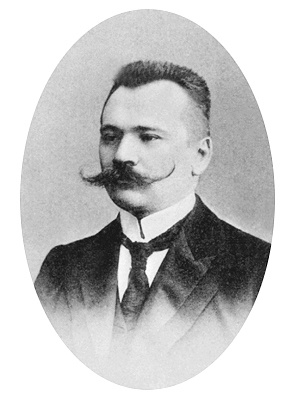
Alexandre Vassiliev.

- L'arabistique à Saint-Pétersbourg dans la première moitié du XIXe s.
- L'arabistique à Saint-Pétersbourg dans la deuxième moitié du XIXe s. et au début du XXe s.
- L'arabistique hors de Saint-Pétersbourg jusqu'à 1917
- De 1917 à 1937
- De 1938 à 1948

## Éditions
- Очерки по истории русской арабистики (Études sur l’histoire de l’arabistique russe), Moscou et Léningrad, 1950 
  - traduit en allemand par Otto Mehlitz sous le titre Die russische Arabistik : Umrisse ihter Entwicklung, Leipzig, Otto Harrassowitz, 1957 (en ligne)
- Избранные сочинения: Очерки по истории русской арабистики (1950). Русские и зарубежные востоковеды. Статьи и некрологи., Изд-во Академии наук СССР, 1958